# Sinophorus punctatus
Sinophorus punctatus là một loài tò vò trong họ Ichneumonidae.